# Otto Will
Otto Karl August Will (* 25. Juli 1891 in Speyer; † 29. September 1963 in Würzburg) war ein deutscher Generalleutnant der Wehrmacht im Zweiten Weltkrieg und einziger General der Eisenbahntruppen der Wehrmacht.

## Leben
Otto Will war ein Sohn des Bezirksamtsassessors Karl Will aus Pegnitz und Anna Maria Ehrenpreis, welche sich zu seiner Geburt in Speyer aufhielt.
Am 24. Juli 1911 trat er als Fahnenjunker in das 15. Infanterie-Regiment der Bayerischen Armee ein. Im bayerischen Eisenbahn-Bataillon wurde er am 25. Oktober 1913 Leutnant.
Am 1. Februar 1923 zum Hauptmann befördert, wurde er im gleichen Jahr Chef der 2. Kompanie im 7. Pionier-Bataillon. 1928 war er in der Kommandantur Glatz. Am 1. Dezember 1935 wurde er Oberstleutnant. Ab dem 10. November 1938 war er als Oberst (Beförderung am 1. April 1938) Chef des Stabes bei der Inspektion der Eisenbahnpioniere. Mit der Einrichtung der Dienststelle im August 1939 wurde er erst Befehlshaber der Eisenbahneinheiten bzw. ab Dezember 1940 Befehlshaber der Eisenbahntruppen. Im gleichen Monat war er Generalmajor geworden. Die Dienststelle unterstand mit der Aufstellung dem Chef des Transportwesens und war damit als einziger Waffengeneral nicht direkt dem Oberbefehlshaber des Heeres und dessen Generalstabschef zugeordnet. Am 1. Dezember 1942 erfolgte seine Beförderung zum Generalleutnant. Auch nach der Umbenennung in General der Eisenbahntruppen Anfang 1944 blieb er bis Kriegsende in dieser Kommandierung.
Nach dem Krieg wohnte er in Würzburg, wo er 1963 starb.